# Puccinia inaequata
Puccinia inaequata ist eine Ständerpilzart aus der Ordnung der Rostpilze (Pucciniales). Der Pilz ist ein Endoparasit von Scheinastern. Symptome des Befalls durch die Art sind Rostflecken und Pusteln auf den Blattoberflächen der Wirtspflanzen. Sie ist in Süd- und Mittelamerika verbreitet.

## Merkmale

### Makroskopische Merkmale
Puccinia inaequata ist mit bloßem Auge nur anhand der auf der Oberfläche des Wirtes hervortretenden Sporenlager zu erkennen. Sie wachsen in Nestern, die als gelbliche bis braune Flecken und Pusteln auf den Blattoberflächen erscheinen.

### Mikroskopische Merkmale
Das Myzel von Puccinia inaequata wächst wie bei allen Puccinia-Arten interzellulär und bildet Saugfäden, die in das Speichergewebe des Wirtes wachsen. Ihre Spermogonien wachsen oberseitig auf den Wirtsblättern. Die ebenfalls blattoberseitig wachsenden Aecien der Art sind zimtbraun und stehen um die Spermogonien herum. Ihre hyalinen Aeciosporen sind 23–26 × 18–21 µm groß, eiförmig bis breitellipsoid und warzig. Die beidseitig wachsenden Uredien des Pilzes sind versprengt und zimtbraun. Die hell goldenen bis farblosen Uredosporen sind 23–26 × 18–21 µm groß, breitellipsoid bis eiförmig und stachelwarzig. Die beidseitig wachsenden Telien der Art sind schwarzbraun, pulverig und unbedeckt. Die hell kastanienbraunen Teliosporen sind zweizellig, in der Regel breitellipsoid bis langellipsoid, runzlig und meist 33–38 × 22–25 µm groß. Ihre Stiele sind farblos und bis zu 50 µm lang.

## Verbreitung
Das bekannte Verbreitungsgebiet von Puccinia inaequata reicht von Südamerika bis nach Guatemala.

## Ökologie
Die Wirtspflanzen von Puccinia inaequata sind verschiedene Scheinastern (Vernonia spp.). Der Pilz ernährt sich von den im Speichergewebe der Pflanzen vorhandenen Nährstoffen, seine Sporenlager brechen später durch die Blattoberfläche und setzen Sporen frei. Die Art durchläuft einen makrozyklischen Entwicklungszyklus mit Spermogonien, Aecien, Telien und Uredien. Als autoöker Parasit macht sie keinen Wirtswechsel durch.